# Debut (албум)
Debut је први интернационални студијски албум исландске музичарке Бјерк, објављен 5. јуна 1993. године од стране издавачких кућа One Little Indian и Elektra Entertainment. Албум су продуцирали Бјерк и Нели Хупер. Ово је први пројекат Бјерк након распада рок бенда The Sugarcubes у којему је она била вокалиста. Бјерк се на овом албуму удаљила од свог дотадашњег рок звука, те је створила еклектичну мјешавину различитих жанрова као што су џез, електронски поп, хаус и трип хоп.
Албум је примио позитивне критике од британских критичара, док су критике америчких критичара биле помијешане. Продат је у више примјерака него што је било очекивано, достигавши друго мјесто на исландској топ-листи, и шездесет-прво мјесто на америчкој топ-листи. Албум је добио златни сертификат у Канади, и платинумски у САД-у, гдје још увијек држи позицију најпродаванијег албума Бјерк.
Објављено је пет синглова са албума: "Human Behaviour", "Venus as a Boy", "Play Dead", "Big Time Sensuality" и "Violently Happy". Сви синглови су доспјели на британску топ-листу, док су "Human Behaviour", "Violently Happy" и "Big Time Sensuality" доспјели на денс и модерну рок листу у САД-у.

## Списак пјесама
| №               | Назив                                                                         | Текст                       | Продуцент(и)    | Трајање |  |
| 1.              | "Human Behaviour"                                                             | Бјерк, Нели Хупер           | Нели Хупер      | 4:08    |  |
| 2.              | "Crying"                                                                      | Бјерк, Хупер                | Хупер           | 4:49    |  |
| 3.              | "Venus as a Boy"                                                              | Бјерк                       | Хупер           | 4:40    |  |
| 4.              | "There's More to Life Than This" (снимљено уживо у тоалету клуба "Milk Bars") | Бјерк, Хупер                | Хупер           | 3:19    |  |
| 5.              | "Like Someone in Love"                                                        | Џејмс Берк, Џими Ван Хјузен | Бјерк, Хупер    | 4:30    |  |
| 6.              | "Big Time Sensuality"                                                         | Бјерк, Хупер                | Хупер           | 4:00    |  |
| 7.              | "One Day"                                                                     | Бјерк                       | Хупер           | 5:26    |  |
| 8.              | "Aeroplane"                                                                   | Бјерк                       | Хупер           | 3:50    |  |
| 9.              | "Come to Me"                                                                  | Бјерк                       | Хупер           | 4:57    |  |
| 10.             | "Violently Happy"                                                             | Бјерк, Хупер                | Хупер           | 5:02    |  |
| 11.             | "The Anchor Song"                                                             | Бјерк                       | Бјерк           | 3:22    |  |
| Укупно трајање: | Укупно трајање:                                                               | Укупно трајање:             | Укупно трајање: | 48:26   |  |

| №               | Назив           | Текст           | Продуцент (и)   | Трајање |  |
| 12.             | "Atlantic"      | Бјерк           | Бјерк           | 1:59    |  |
| Укупно трајање: | Укупно трајање: | Укупно трајање: | Укупно трајање: | 50:25   |  |

| №               | Назив           | Текст                          | Продуцент (и)                   | Трајање |  |
| 12.             | "Play Dead"     | Бјерк, Дејвид Арнолд, Џа Ворбл | Арнолд, Дени Кенон, Тим Сименон | 3:56    |  |
| Укупно трајање: | Укупно трајање: | Укупно трајање:                | Укупно трајање:                 | 52:22   |  |

| №               | Назив           | Текст                | Продуцент (и)          | Трајање |  |
| 12.             | "Atlantic"      | Бјерк                | Бјерк                  | 1:56    |  |
| 13.             | "Play Dead"     | Бјерк, Арнолд, Ворбл | Арнолд, Кенон, Сименон | 3:45    |  |
| Укупно трајање: | Укупно трајање: | Укупно трајање:      | Укупно трајање:        | 54:18   |  |